# Malteška nogometna reprezentacija
Malteška nogometna reprezentacija predstavlja državu Maltu u međunarodnom muškom nogometu. Prvu utakmicu odigrali su protiv Austrije 1957. Prvu službenu utakmicu odigrali su pet godina poslije protiv Danske u kvalifikacijama za Europsko prvenstvo 1964. Nisu se kvalificirali na Europsko niti na Svjetsko prvenstvo do sada.

## Nastupi na velikim natjecanjima

### Svjetska prvenstva
- 1974. – 2019. - nisu se kvalificirali

### Europska prvenstva
- 1964. – 2019. - nisu se kvalificirali